# Trojúhelníkové rozdělení
Trojúhelníkové rozdělení je v teorii pravděpodobnosti a matematické statistice jedním ze spojitých rozdělení pravděpodobnosti. Jeho
symbolický zápis 
 X ∼ Tri(a, b, c).

## Definice

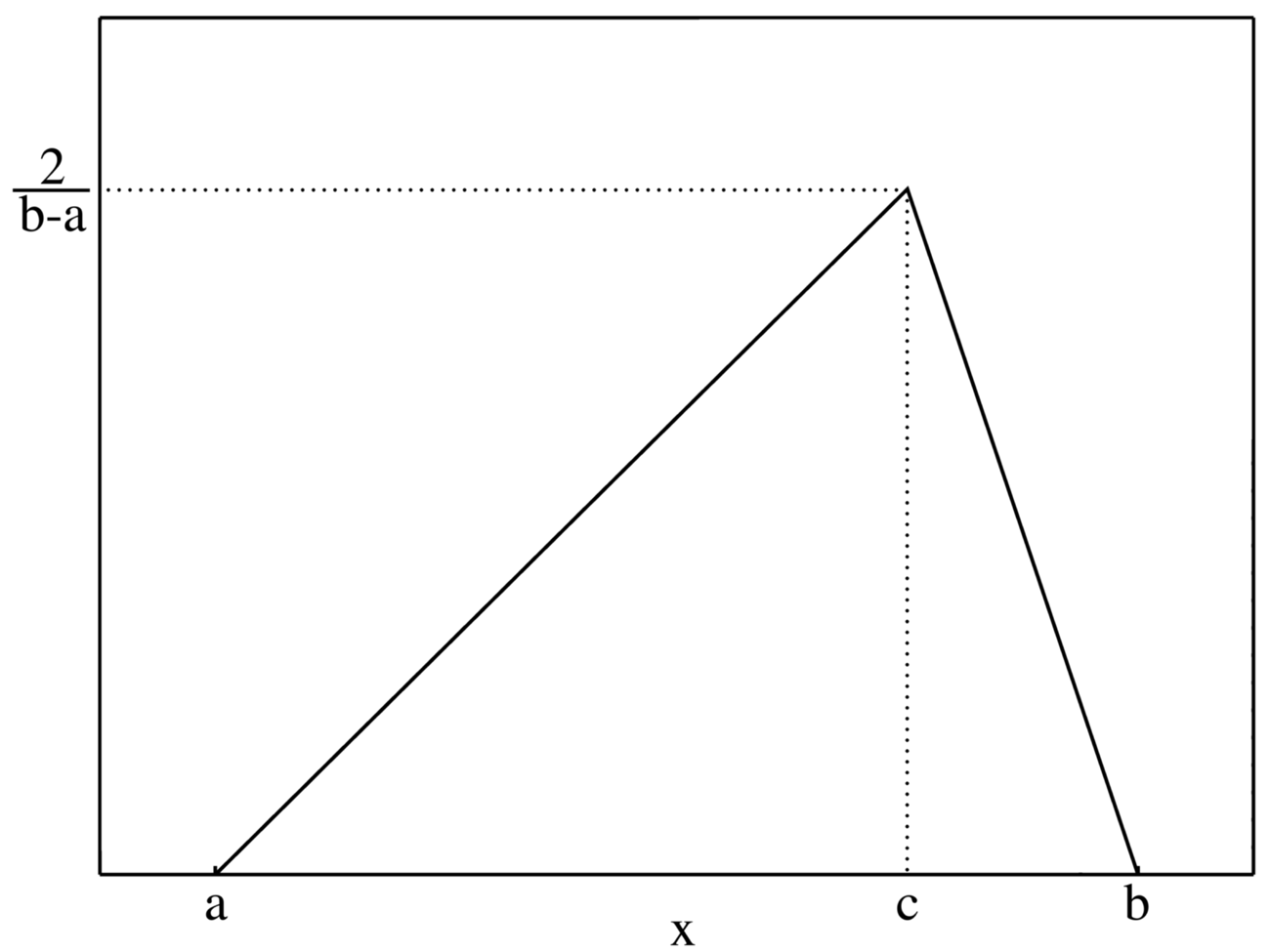
Hustota trojúhelníkové rozdělení pravděpodobnosti.

Spojitá náhodná veličina X má trojúhelníkové rozdělení s parametry a, b, c, kde a < b a a ≤ c ≤ b právě tehdy, jestliže její hustota pravděpodobnosti má následující tvar:
{\displaystyle f(x|a,b,c)={\begin{cases}0&{\text{pro }}x<a,\\{\frac {2(x-a)}{(b-a)(c-a)}}&{\text{pro }}a\leq x<c,\\[4pt]{\frac {2}{b-a}}&{\text{pro }}x=c,\\[4pt]{\frac {2(b-x)}{(b-a)(b-c)}}&{\text{pro }}c<x\leq b,\\[4pt]0&{\text{pro }}b<x.\end{cases}}}

## Charakteristiky rozdělení

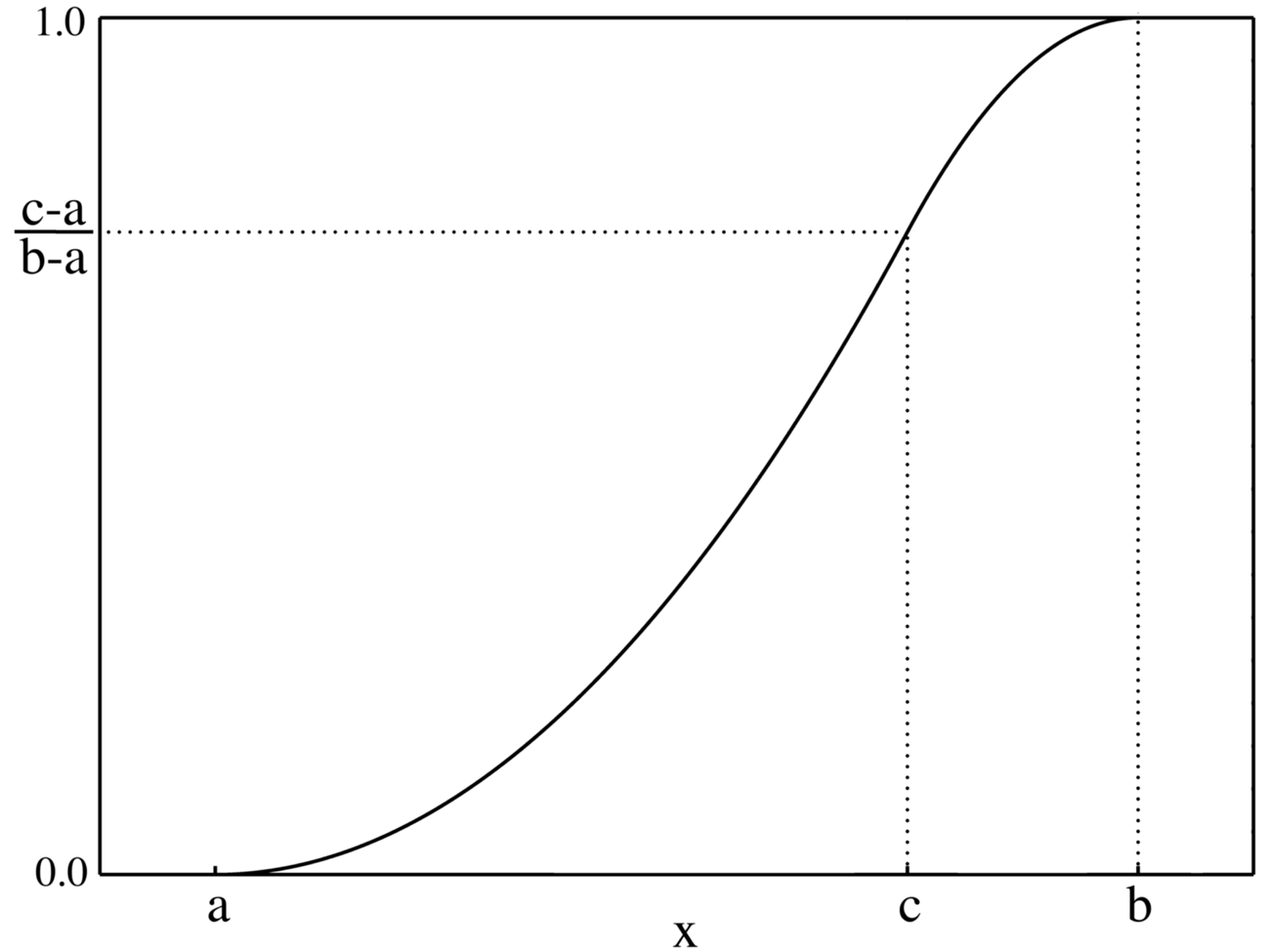
Kumulativní distribuční funkce pro trojúhelníkové rozdělení.

### Distribuční funkce
Příslušná distribuční funkce F(x) je:
{\displaystyle F(x)={\begin{cases}0&{\text{pro }}x<a,\\[2pt]{\frac {(x-a)^{2}}{(b-a)(c-a)}}&{\text{pro }}a\leq x<c,\\[4pt]{\frac {c-a}{b-a}}&{\text{pro }}x=c,\\[4pt]1-{\frac {(b-x)^{2}}{(b-a)(b-c)}}&{\text{pro }}c<x\leq b,\\[4pt]1&{\text{pro }}b<x.\end{cases}}}

### Střední hodnota
Střední hodnota trojúhelníkového rozdělení je:
{\displaystyle E(X)={\frac {a+b+c}{3}}}.

### Rozptyl
Rozptyl trojúhelníkového rozdělení je:
{\displaystyle \operatorname {Var} (X)={\frac {a^{2}+b^{2}+c^{2}-ab-ac-bc}{18}}}.